# Daly River
Der Daly River ist ein Fluss im Norden des australischen Northern Territory.

## Geografie

### Flusslauf
Der Fluss entsteht am Zusammenfluss von Flora River und Katherine River beim Round Hill, ca. 2 km nördlich des Flora River Nature Park. Von dort fließt der Daly River nach Nordwesten entlang den Aboriginesreservaten Wagiman und Upper Daly. Die Rock Candy Range lenkt den Fluss nach Westen ab. Am westlichen Ende dieses Gebirgszuges wendet er seinen Lauf wieder nach Nordwesten und durchfließt die Kleinstadt Daly River. Westlich der Kleinstadt Litchfield, ca. 120 km südlich von Darwin, mündet der Daly River in die Anson Bay, eine Bucht der Timorsee.

### Nebenflüsse mit Mündungshöhen
- Flora River – 67,6 m
- Katherine River – 67,6 m
- Mullens Creek – 66 m
- Yujullowan Creek – 65 m
- Fergusson River – 61 m
- Dead Horse Creek – 59 m
- Bradshaw Creek – 55 m
- Stray Creek – 49 m
- Jinduckin Creek – 41 m
- Cattle Creek – 41 m
- Douglas River – 31 m
- Green Ant Creek – 30 m
- Bamboo Creek – 25 m
- Fish River – 24 m
- Survey Creek – 23 m
- Austral Creek – 21 m
- Hayward Creek – 16 m
- Chilling Creek – 12 m[1]

### Durchflossene Seen
- Ban Ban Lagoon – 35 m
- Hot Water Billabong – 22 m[1]

## Geschichte
Der Fluss wurde von Europäern 1865 durch Boyle Finniss, den ersten Premierminister von South Australia und Government Resident des Northern Territory in Begleitung von Frederick Henry Litchfield, entdeckt. Finniss benannte den Fluss nach Sir Dominick Daly, dem Gouverneur von South Australia, benannt, da das Northern Territory damals Teil von South Australia war. Bis 1882 blieb die Region allerdings unberührt; dann fand man dort Kupfer.

## Sportfischerei
Der Daly River ist für seine großen Barramundi bekannt und daher als Fischgewässer sehr beliebt. Jedes Jahr werden dort zwei Sportfischerwettbewerbe abgehalten, die Barra Classic und die Barra Nationals.
Am besten lässt sich der Barramundi direkt nach dem Ende der Regenzeit fischen, wenn der Wasserstand im Fluss schnell fällt und klares Wasser aus den Flussauen einströmt. Im Flutwasser finden sich viele Köderfische, die wiederum den Raubfisch Barramundi anlocken. Die Verhältnisse im Fluss werden in der Saison von Sportfischern eifrig diskutiert.